# Wienerfilharmonikernas nyårskonsert 1963
Wienerfilharmonikernas nyårskonsert 1963 räknas som den 23:e nyårskonserten från Wien och ägde rum den 1 januari 1963 i Wiens Musikverein. Den dirigerades för nionde gången av Willi Boskovsky. Det var den femte nyårskonserten vars 2:a del sändes på TV, och senare som en Eurovision-sändning.

## Historia
Strikt räknat var det Wienerfilharmonikernas 18:e nyårskonsert, eftersom det inte var förrän 1946 som Josef Krips introducerade denna titel, som behölls 1947 och därefter. Dessutom var det den 24:e Årsskifteskonserten, för vid årsskiftet 1939/40 gavs det en Außerordentliches Konzert (extraordinär konsert) av Wienerfilharmonikerna, som dock ägde rum på nyårsafton 1939. Från 1941 dirigerades den av Clemens Krauss, med undantag för åren 1946 och 1947 då Krauss förbjöds att dirigera på grund av sin närhet till nazistregimen och ersattes av Josef Krips.
Efter Clemens Krauss död 1954 valdes Willi Boskovsky enhälligt av orkestermedlemmarna till positionen som permanent dirigent för nyårskonserten, som han dirigerade för första gången 1955 (och fram till 1979). Willi Boskovsky är ihågkommen för att han dirigerade om inte hela, så åtminstone stora delar av konserten (mestadels valserna), med violinstråken och fiolen vilande på höften och upprepade gånger med sitt fiolspel förmådde orkestern att anamma hans speciella spelstil
förde den till hakan för att överföra sin egen violinrelaterade fart till orkestern.
1963 ackompanjerades enskilda musikstycken för tredje året av balettinspelningar. Medlemmar ur baletten i Volksoper Wien dansade, koreografin gjordes av Willy Dirtl. Dansen ägde rum live till originalmusiken, som överfördes direkt till rummen i Musikverein, där inspelningarna av baletten ägde rum.
För femte året i rad sändes den andra delen av nyårskonserten på TV. Det var ett Eurovision-program gemensamt producerat av österrikiska ORF och schweizisk TV. Förutom i Österrike sändes programmet i Belgien, Västtyskland, Frankrike, Storbritannien, Italien, Nederländerna, Sverige, Schweiz, Finland, Norge, Spanien och Danmark. Nytt land var Jugoslavien

## Program

### 1:a delen
1. Johann Strauss den yngre: Wein, Weib und Gesang (Vals), op. 333
2. Johann Strauss den yngre: Demolirer-Polka, op. 269
3. Josef Strauss: Eingesendet (Polka schnell), op. 240
4. Joseph Lanner: Die Romantiker (Vals), op. 167*
5. Josef Strauss: Aus der Ferne (Polka Mazur), op. 270
6. Johann Strauss den yngre: Ouvertyr till operetten Die Fledermaus

### 2:a delen
1. Josef Strauss: Dorfschwalben aus Österreich (Vals), op. 164
2. Johann Strauss den yngre: I-Tipferl-Polka, op. 377
3. Johann Strauss den yngre: Tritsch-Tratsch (Polka schnell (sic)), op. 214**
4. Johann Strauss den yngre: Spanischer Marsch, op. 433*
5. Johann Strauss den yngre: Wiener Bonbons (Vals), op. 307*
6. Johann Strauss den yngre och Josef Strauss: Pizzicato-Polka
7. Johann Strauss den yngre: Freikugeln (Polka schnell), op. 326
8. Johann Strauss den yngre: Explosions-Polka (Polka schnell (sic)), op. 43* **

### Extranummer
1. Johann Strauss den yngre: Éljen a Magyár (Schnell-Polka (sic)), op. 332
2. Johann Strauss den yngre: An der schönen blauen Donau (Vals), op. 314
3. Johann Strauss den äldre: Radetzkymarsch, op. 228

Verkförteckningen och verkens ordning finns på Wienerfilharmonikernas webbplats.
De verk markerade med * stod för första gången på programmet till en nyårskonsert.
** Varken  Tritsch-tratsch eller Explosions-Polka är några Polka schnell (Snabbpolka) i egentlig mening, den beteckningen använde Johann Strauss den yngre först med op. 281 (Vergnügungszug (Polka schnell)).